# International Labor Defense
Pour les articles homonymes, voir ILD.
L'International Labor Defense, ou ILD, est une organisation communiste de défense des droits civiques, branche américaine du Secours rouge international fondée en 1925.

## Publications
- Labor Defense Manifesto: Resolutions, Constitution Adopted by the First National Conference Held in Ashland Auditorium, Chicago, June 28, 1925. Chicago: International Labor Defense, n.d. [1925].
- The International Labor Defense: Its Constitution and Organization: Resolution Adopted by the Fourth National Convention Held in Pittsburgh, Pa., Dec. 29-31, 1929. New York: International Labor Defense, n.d. [1930].
- Louis Coleman, Night Riders in Gallup. New York: International Labor Defense, May 1935.